# Kenneth Stanford
Reginald Kenneth „Ken” Stanford (ur. 9 grudnia 1937 w Belfaście) – północnoirlandzki strzelec, olimpijczyk w barwach reprezentacji Irlandii (1980).

## Kariera
Urodził się w Belfaście (dziadek pochodził z Gorey w hrabstwie Wexford). W 1962 roku został mistrzem brytyjskiej policji w strzelaniu z pistoletu. W następnych latach reprezentował Wielką Brytanię oraz Irlandię Północną w zawodach strzeleckich. W barwach drugiej z reprezentacji startował wielokrotnie na igrzyskach Wspólnoty Narodów, jednak nigdy nie stanął na podium tej imprezy (prawdopodobnie zadebiutował w 1966 roku, na pewno zaś startował w latach 1974–1986).
W 1980 roku Komitet Olimpijski Irlandii zaprosił go do reprezentowania kraju na igrzyskach olimpijskich w Moskwie. Stanford przyjął zaproszenie, mimo iż był wtedy członkiem północnoirlandzkiej policji Royal Ulster Constabulary (trwał wówczas konflikt w Irlandii Północnej). W efekcie tej decyzji przełożeni odmówili mu udzielenia urlopu sportowego, jednak Stanford na igrzyska pojechał. Zajął 25. miejsce w strzelaniu z pistoletu dowolnego z 50 m i 33. pozycję w pistolecie szybkostrzelnym z 25 m (startowało odpowiednio 33 i 40 strzelców).

## Wyniki

### Igrzyska olimpijskie
| Igrzyska    | Konkurencja                   | Wynik                        | Miejsce | Źródło |
| ----------- | ----------------------------- | ---------------------------- | ------- | ------ |
| Moskwa 1980 | Pistolet dowolny, 50 m        | 545 pkt. (87–89–87–95–95–92) | 25      | [ 4 ]  |
| Moskwa 1980 | Pistolet szybkostrzelny, 25 m | 576 pkt. (288–288)           | 33      | [ 5 ]  |

### Igrzyska Wspólnoty Narodów
| Igrzyska          | Konkurencja                            | Wynik     | Miejsce | Źródło |
| ----------------- | -------------------------------------- | --------- | ------- | ------ |
| Kingston 1966     | Pistolet centralnego zapłonu           | 549 pkt.  | 12      | [ 6 ]  |
| Kingston 1966     | Pistolet dowolny, 50 m                 | 519 pkt.  | 6       | [ 7 ]  |
| Kingston 1966     | Pistolet szybkostrzelny                | 555 pkt.  | 7       | [ 8 ]  |
| Christchurch 1974 | Pistolet dowolny, 50 m                 | 524 pkt.  | 10      | [ 9 ]  |
| Christchurch 1974 | Pistolet szybkostrzelny                | 578 pkt.  | 5       | [ 10 ] |
| Edmonton 1978     | Pistolet dowolny, 50 m                 | 535 pkt.  | 7       | [ 11 ] |
| Edmonton 1978     | Pistolet szybkostrzelny                | 571 pkt.  | 9       | [ 12 ] |
| Brisbane 1982     | Pistolet centralnego zapłonu           | 568 pkt.  | 8       | [ 13 ] |
| Brisbane 1982     | Pistolet dowolny, 50 m                 | 530 pkt.  | 10      | [ 14 ] |
| Brisbane 1982     | Pistolet pneumatyczny, 10 m            | 565 pkt.  | 5       | [ 15 ] |
| Brisbane 1982     | Pistolet szybkostrzelny                | 564 pkt.  | 16      | [ 16 ] |
| Edynburg 1986     | Pistolet centralnego zapłonu           | 572 pkt.  | 9       | [ 17 ] |
| Edynburg 1986     | Pistolet pneumatyczny, 10 m            | 553 pkt.  | 14      | [ 18 ] |
| Edynburg 1986     | Pistolet pneumatyczny, 10 m, drużynowo | 1115 pkt. | 7       | [ 19 ] |